# عقيل واتس
عقيل واتس (بالإنجليزية: Akil Watts)‏ هو لاعب كرة قدم أمريكي في مركزي الوسط، ولد في 4 فبراير 2000 في فورت واين في الولايات المتحدة. لعب مع لويسفيل سيتي.

## وصلات خارجية
- عقيل واتس على موقع الدوري الأمريكي (الإنجليزية)
- عقيل واتس على موقع قاعدة بيانات كرة القدم.إي يو (الإنجليزية)
- عقيل واتس على موقع Soccerway.com (الإنجليزية)
- عقيل واتس على موقع عالم كرة القدم.نت (الإنجليزية)